# Sebastian van Santen
Sebastian van Santen (Düsseldorf, 12 marzo 1996) è un giocatore di football americano tedesco, che gioca come kicker per i Rhein Fire.
Dopo aver giocato per lungo tempo a calcio, dal 2022 gioca in ELF con i Rhein Fire.

## Palmarès
- 2 ELF Championship (Rhein Fire, 2023, 2024)